# Varanus panoptes
Espèce
Statut CITES
Le Varan des sables, Varanus panoptes, est une espèce de sauriens de la famille des Varanidae.

## Répartition
Cette espèce se rencontre :
- en Nouvelle-Guinée ;
- en Australie dans le Territoire du Nord et en Australie-Occidentale.

## Habitat
Cette espèce se rencontre dans les bois clairsemés.

## Description

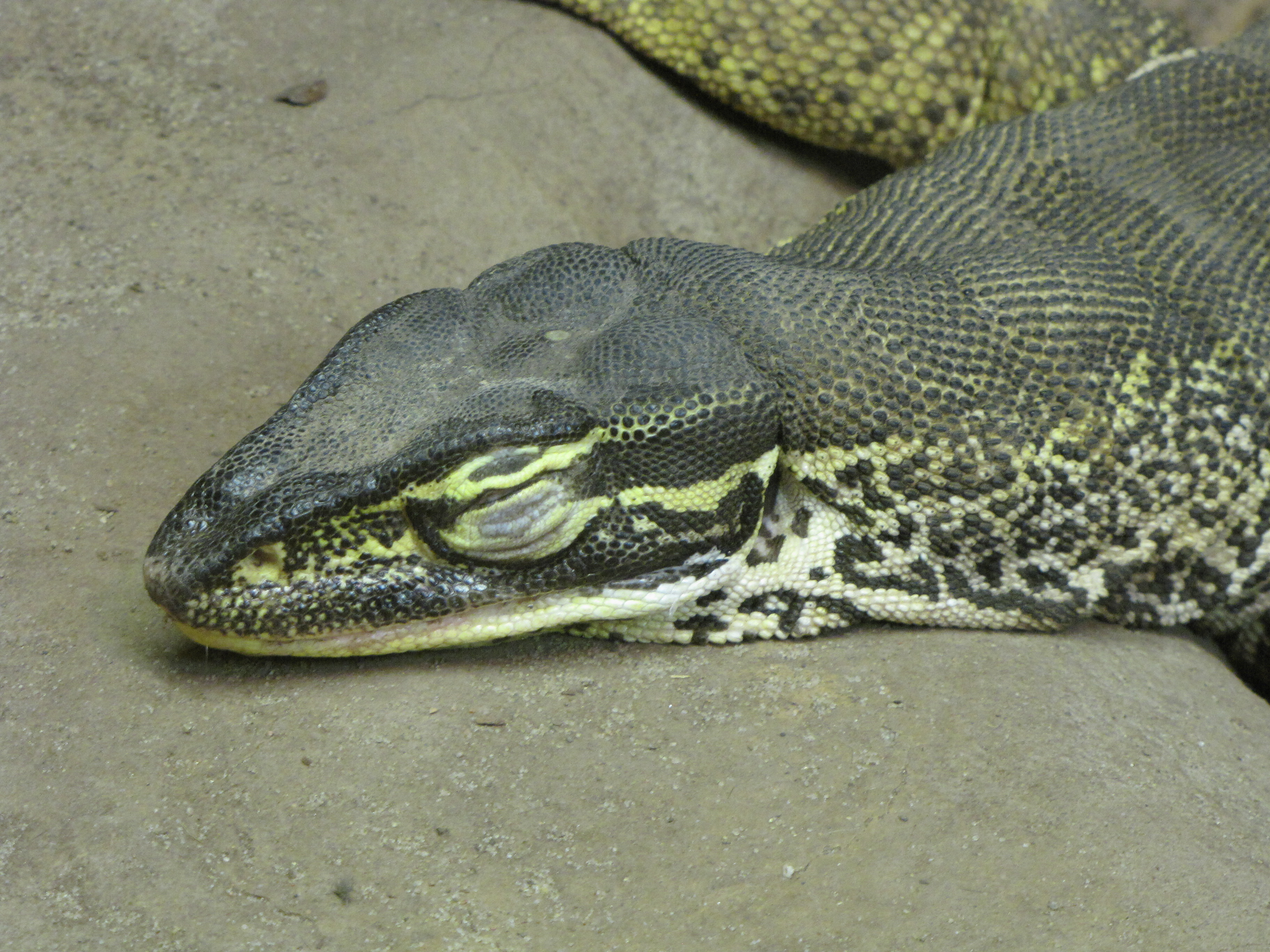

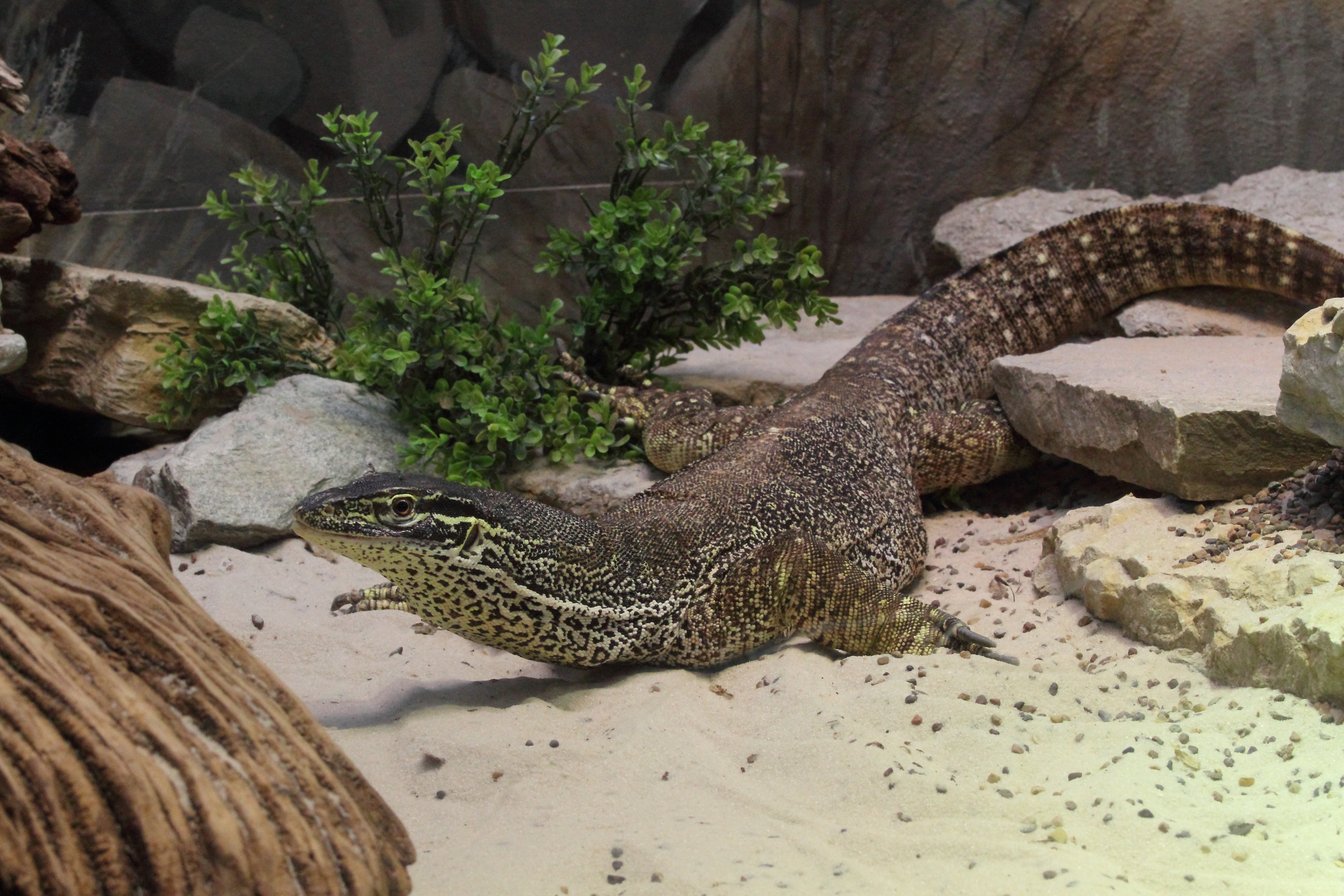

Il mesure 1,4 m de long et ressemble beaucoup au Varan de Gould avec lequel pour certains il ne forme qu'une même espèce. Il est de couleur grise avec des taches jaunes sur la face inférieure. Ses pattes puissantes se terminent par de grandes griffes. Menacé, il se redresse sur ses pattes arrière, montre ses griffes et souffle.
Il se nourrit d'insectes et de petits reptiles qu'il déterre ou cherche en arrachant des écorces.

## Liste des sous-espèces
Selon The Reptile Database (19 avril 2012) :
- Varanus panoptes horni Böhme, 1988
- Varanus panoptes panoptes Storr, 1980
- Varanus panoptes rubidus Storr, 1980
- Varanus panoptes wanjarri Bennet, 2003

## Publications originales
- Böhme, 1988 : Der Arguswaran (Varanus panoptes, Storr 1980) auf Neuguinea: Varanus panoptes horni spp. n.. Salamandra, vol. 24, n. 2/3, p. 87-101.
- Storr, 1980 : The monitor lizards (genus Varanus Merrem, 1820) of Western Australia. Records of the Western Australian Museum, vol. 8, n. 2, p. 237-293 (texte intégral).